# ヴラジーミル・ピールキン
ヴラジーミル・コンスタンチーノヴィチ・ピールキン（ロシア語: Влади́міръ Константи́новичъ Пи́лкинъ [vɫɐdʲimʲɪr kənstɐntʲinəvʲɪʨ pʲiɫkʲɪn ヴラヂーミル・カンスタンチーナヴィチュ・ピールキン]、1869年7月11日 - 1950年1月6日）は、ロシア帝国出身の封建貴族、海軍軍人である。最終階級は海軍少将。

## 概要

### 生い立ち
サンクトペテルブルクにて、K・P・ピールキン海軍大将の家庭に生まれた。父のコンスタンチーン・パーヴロヴィチは、当時はまだ海軍大佐であった。のちに「水雷業務総監査官およびバルト艦隊上級指揮官」になったが、かつてクリミア戦争においてはフリゲート「アヴローラ」に乗ってペトロパヴロフスク防衛戦やデ＝カストリ上陸撃退戦で受勲した有能な海軍軍人であった。

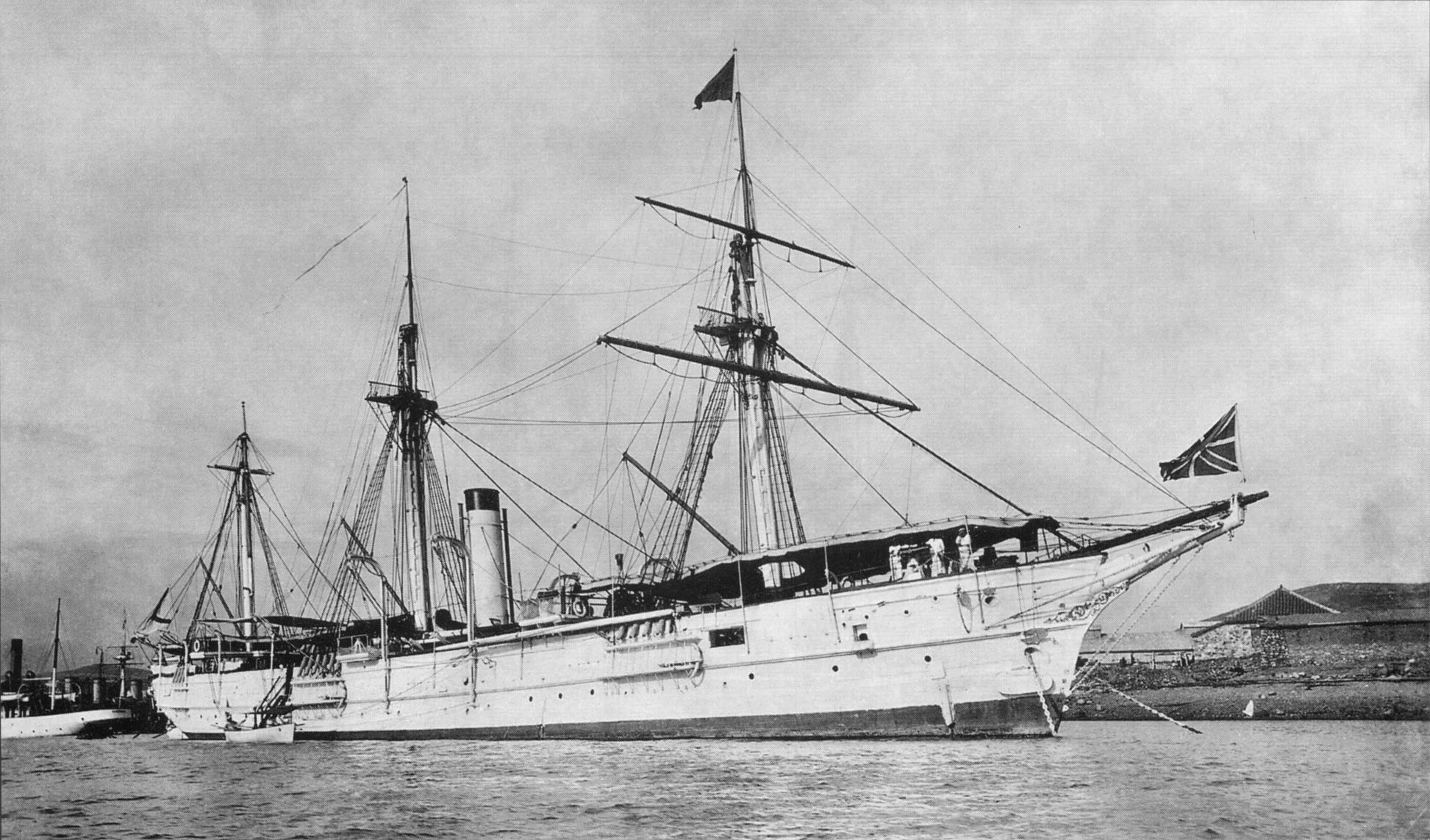
二等巡洋艦「ラズボーイニク」

1890年に海軍学校を卒業、1892年から二等巡洋艦「ラズボーイニク」にて下級航海士として勤務に就いた。1896年5月14日には、海軍大尉へ昇進した。1897年から1898年にかけて、水雷士官科で1 年間の教程を受けた。
1900年には、艦隊装甲艦「ツェサレーヴィチ」建造監督指導のため、フランスに出向した。同年10月16日には、艦隊装甲艦「ツェサレーヴィチ」の水雷士官に任命された。1903年には艦が竣工し、トゥーロンからポルト＝アルトゥールへ直行して太平洋艦隊に編入された。

### 日露戦争
1904年に日露戦争が開戦すると、ピールキンも新鋭艦隊装甲艦ツェサレーヴィチに乗って戦闘に参加した。

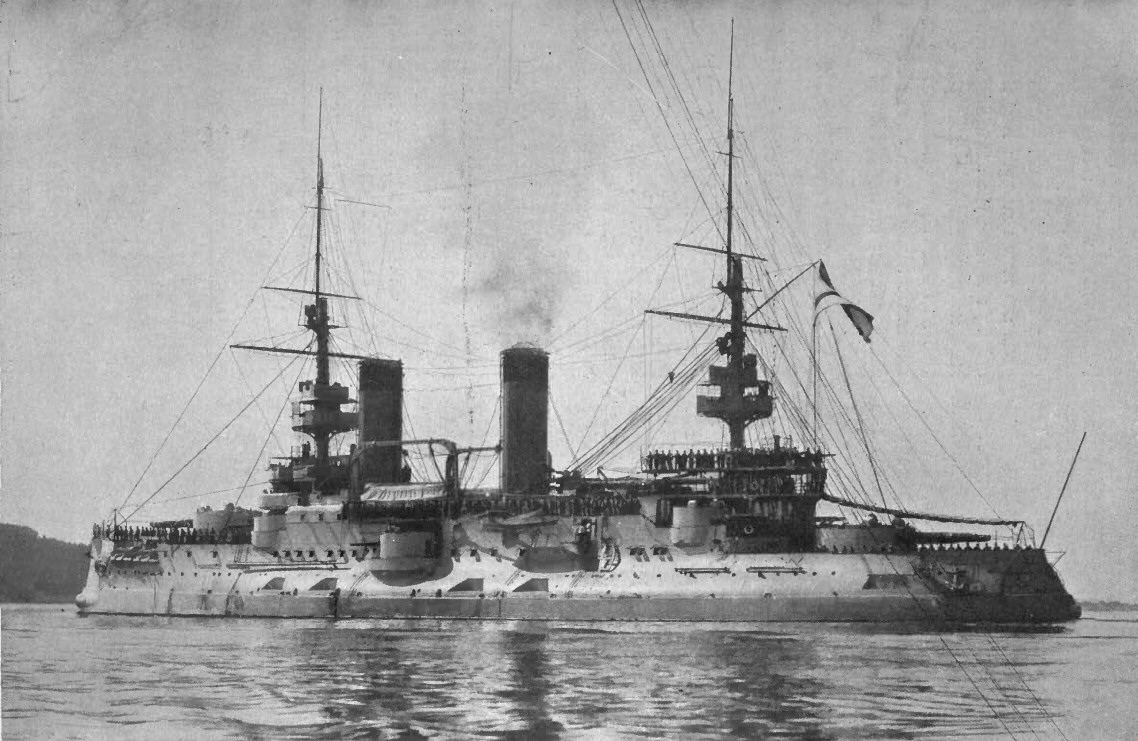
1904年の艦隊装甲艦「ツェサレーヴィチ」

ポルト＝アルトゥールでは海軍幼年学校を卒業したばかりの弟アレクセイもまた軍務に就いていたが、彼の乗る水雷艇「スメールイ」をヴラジーミルはしばしば訪れた。そこで、彼は「スメールイ」の艇長であったM・K・バーヒレフ海軍大尉と知り合った。
実戦においては、ツェサレーヴィチに乗って旅順防衛戦と黄海海戦に参加した。黄海での戦闘中に艦橋に直撃した砲弾の爆発によって頭部に打ち傷を負った。しかし、司令官と艦長がともに倒れたため、ピールキンと、同じく負傷したD・V・ネニューコフ海軍大尉は艦の指揮を取り戻そうとただならぬ努力をした。その結果、艦は水平に体勢を立て直し、操舵を回復した。「ツェサレーヴィチ」はどうにか青島へ逃れることができた。このときの功績により、ピールキンは1906年8月7日付けの皇帝指令で聖ゲオルギー4等勲章を受勲した。

### 帝国軍人時代
1906年12月6日には、海軍中佐に昇進した。1907年2月21日には、海軍中佐の娘であるマリーヤ・コンスタンチーノヴナ・レーマン（マルースャ）と結婚した。同年12月17日には、海軍総司令部に一時出向した。この年から翌1908年にかけては、艦隊水雷艇「ポスルーシュヌイ」の艦長を務めた。また、この年にはニコライ海軍アカデミー海軍学科を卒業した。同年8月28日から翌1909年10月14日のあいだは海軍総司令部に所属し、海軍総司令部水雷部の組織作りとその技術部門において指導と教示を行った。当時の参謀長官A・A・エベルガールト海軍少将は、ピールキンの1909年11月9日付けの履歴証明書で「すっかり艦隊に打ち込んでおり、海事を好み、そのため海軍総司令部での勤務に留まりたいと説明している。水雷士官は、全面的に海軍に関する全部門について教育を受けている。……その素質において、軍艦指揮や、部下をつねに自らの意思に従わせまた自らの目覚しい功績によって彼らの心を奪い、指導することについて有能な士官であると自分は推薦できる。」と記した。

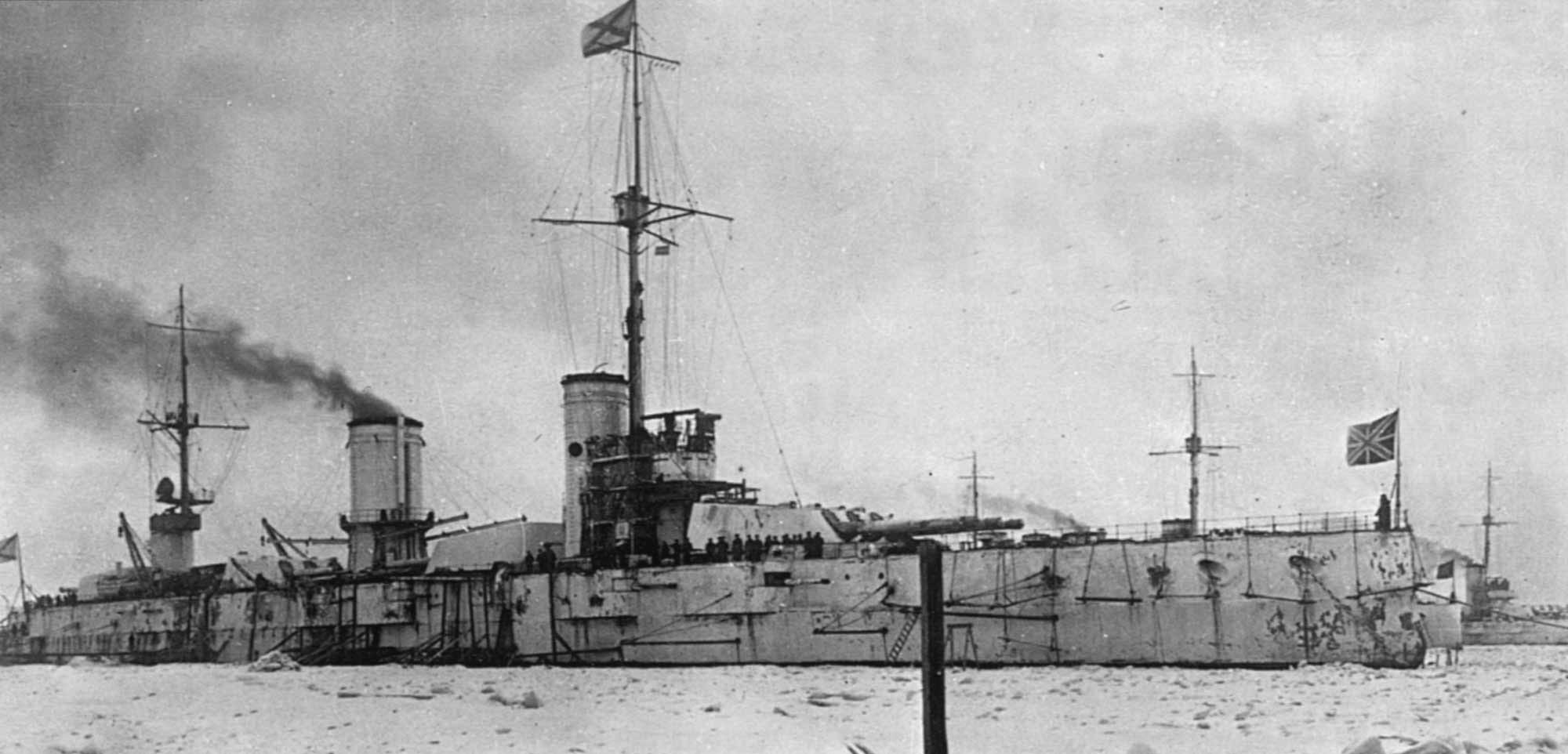
艦隊司令官旗を掲げてゲリシンクフォールスに停泊する戦列艦「ペトロパヴロフスク」

1909年には、艦隊水雷艇「フサードニク」の艦長に就任した。1911年から1916年にかけては、戦列艦「ペトロパヴロフスク」の艦長を務めた。この新鋭艦が完成するまでのあいだ、1913年には戦列艦「ツェサレーヴィチ」の艦長を務めた。
第一次世界大戦では、バルト艦隊きっての新鋭主力艦を指揮して聖ヴラジーミル3等勲章を受勲した。1915年12月15日には新しい艦隊司令官にM・K・バーヒレフ海軍少将が任官したが、彼とピールキンとはポルト＝アルトゥール以来の知己であった。バーヒレフ司令官は戦闘に際してはしばしば「ペトロパヴロフスク」に乗艦し、その中でピールキンとのあいだには友情が育まれた。

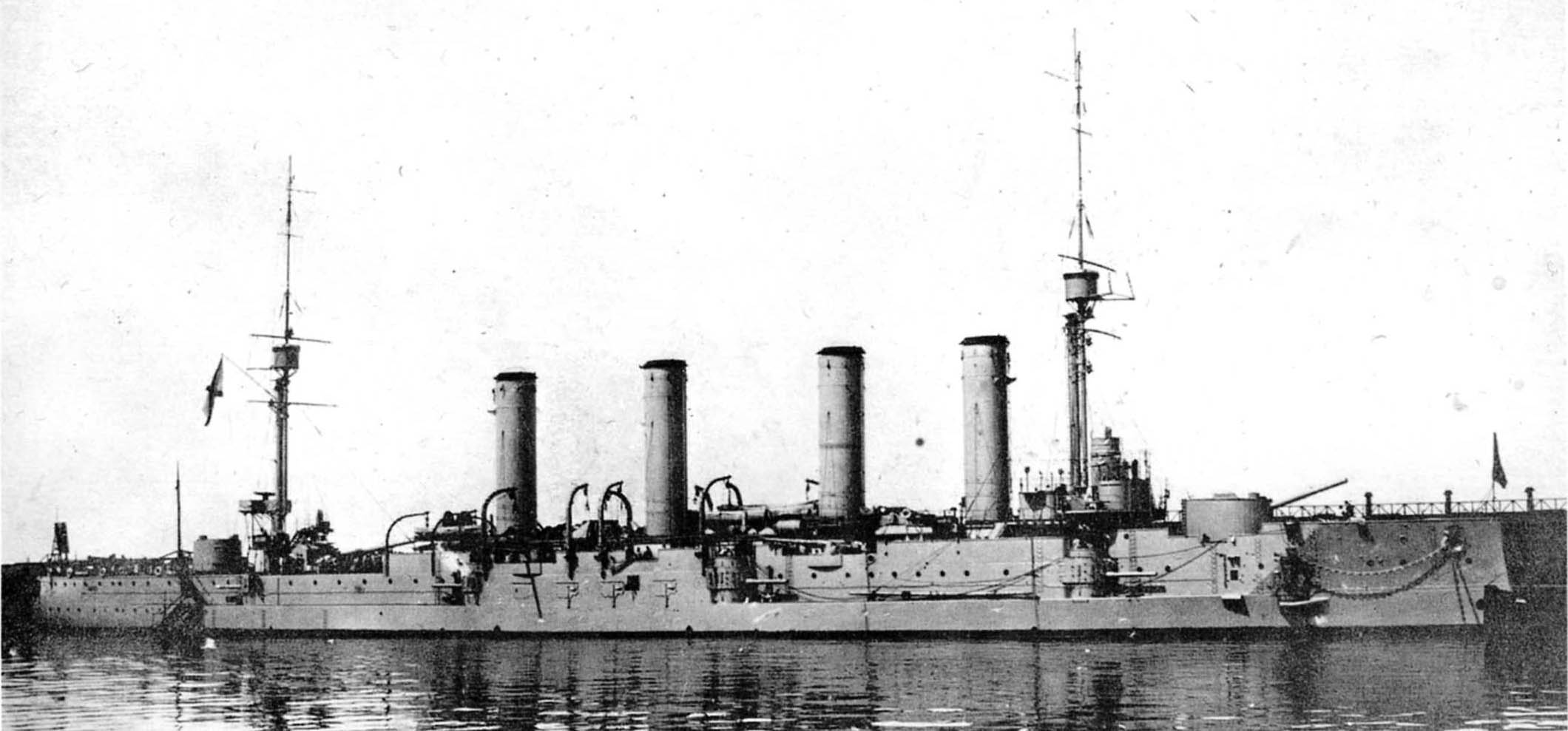
巡洋艦「バヤーン」

1916年にはバルト海第1巡洋艦戦隊長に就任し、ロシア革命後の1917年秋までその任を務めた。1916年末には、海軍少将に昇任した。1917年1月17日から1月28日にかけて、ピールキン提督の指揮の下、近代化改修工事を行う巡洋艦「リューリク」をフィンランド湾からレーヴェリへ回航させた。
第1巡洋艦戦隊所属の巡洋艦「バヤーン」には提督室が備わっていなかったが、ピールキンはS・N・チミリョーフ海軍大佐の指揮するこの艦を旗艦に選んだ。1917年には、「バヤーン」に乗ってバーヒレフ艦隊司令官が采配を振ったリガ湾防衛戦に参加した。

### 療養
1917年10月16日に結核治療のため軍から休暇を出された。マルースャ夫人の尽力によりフィンランド・ゲリシンクフォールスから鉄道で100 kmのサナトリウムを見つけ、1918年末まで療養を行った。
1918年1月27日から1月28日にかけての深夜、赤衛軍がゲリシンクフォールスを席巻し、その兵士がサナトリウムに侵入した。物資が略奪されたが、病人には興味を示さなかったためピールキンは難を逃れた。その後、この地はC・G・E・マンネルヘイム将軍のフィンランド軍によって奪還された。4月28日にはR・フォン・デア・ゴリツ将軍の東海師団がゲリシンクフォールスを占領した。ゲリシンクフォールスを訪れていたピールキン夫人はその際の混乱で危うく夫と生き別れになるところであったが、どうにか提督のためのアパートと汽車に必要な書類を整えて夫の元へ向かった。4月29日には、ピールキンはサナトリウムを出てゲリシンクフォールスへ向かった。彼は、アパートの自室の窓から、海上に2 隻のドイツ帝国巡洋艦と並んで浮かぶロシアの軍艦を見た。
マリーヤ・オンスタンチーノヴナは夫を結核の専門医に見せた。医師の見立てによれば、左肺が病んでおり、安静が必要であった。夫人は、「お祖母さんと曾お祖母さんの」宝石を売り払った。
やがてピールキンはサナトリウムへ戻り、秋のあいだ中そこで療養した。治療を終えると、ピールキン提督はロシア人海軍士官のあいだですっかり有名人になっていた。彼は、ペトログラードやクロンシュタットから逃れてきた
1918年10月15日には、黒海艦隊の司令官であったM・P・サーブリン海軍中将がフィンランドに現れた。彼は、V・I・レーニンによる黒海艦隊に対する自沈命令を拒否したために逮捕され、辛くも脱走してきたのである。サーブリン提督と会話を持ったピールキン提督は、サーブリンについて「良き同志、良き人物、良き将校」と日記に記している。また、サーブリンが対馬海戦で艦隊装甲艦「オスリャービャ」に乗って死に損なった話で盛り上がった。

### 白軍時代
ロシア内戦では、N・N・ユデーニチ歩兵大将の北西ロシア政府で海軍大臣を務めた。
1919年1月4日には、N・N・コロメーイツェフ海軍中将の家にて、元第1艦隊水雷艇隊長で男爵のP・V・ヴィーリケン海軍大佐と、元の戦列艦「ペトロパヴロフスク」の砲術士官であったA・N・ルシュコーフ海軍中佐と出会った。彼らは、のちにピールキンの最も信頼する部下となった。
1920年1月22日付けのユデーニチ将軍の指令により、北西軍の全兵士ならびに将校は武装解除され、軍務から解放された。ピールキンは「解散委員会」の一員に任命された。その過程で、A・V・コルチャークやA・I・デニーキン将軍ら、ほかの白軍組織への支援の意味もあり、それらへ移ることを希望する者についてはその移動を援助した。4月1日までにすべての業務を終え、レーヴェリからゲリシンクフォールスへ移動した。
4月13日には、家族とともにコペンハーゲンへ渡った。そこで彼は、通報船「キトボーイ」船長のO・O・フェールスマン海軍大尉と会った。彼は「武器で自衛する」と宣言すれば、イギリス人は敢えて艦を拿捕しないだろう、とピールキンへ明かした。この件には、クリミアから祖国デンマークへ逃れてきた皇后マリーヤ・フョードロヴナの手紙が関係していると見られた。彼女の姉妹は、イギリス女王であったのである。フェールスマンの「キトボーイ」はアンドレイ旗を掲げてヨーロッパを周り、セヴァストーポリにあるP・N・ヴラーンゲリ将軍のロシア軍との合流に成功した。しかし、ピールキンは彼に同行しなかった。
4月18日にはルシュコーフ海軍中佐とともにイギリスへ渡り、翌19日にロンドンへ入った。そこではA・A・アバザー海軍中佐と面会し、彼が設立したコルチャーク政府の偵察機関「O.K.」に北西軍司令部のピールキン提督は参加した。コルチャークが自身の敗北を悟ったとき、彼はアバザーに30000 ポンドの資金を渡すことを決めたが、結局10000 ポンドしか引き渡されなかった。ピールキンはアバザーの仕事を引き継ぎ、8月までに沿バルト地方にて月300 ポンドを反ボリシェヴィキ活動へ供給した。
1920年4月24日夕刻には、フランス・パリへ移動した。翌25日日曜日には、アレクサンドル・ネフスキー大聖堂にてユデーニチ夫妻と面会した。ユデーニチは再会をとても喜んだが、ピールキンはユデーニチが彼らしくもなくすっかり柔和になってしまっていたことに心を痛めたと日記に記している。
ピールキンはパリにても「O.K.」の活動を続けており、同じくロンドンからパリへ移動してきたアバザーと定期的に会合を持っていた。しかし、1920年4月29日にユデーニチ将軍のもとで行われた会合にて「『O.K.』の仕事はもはや誰にも必要ない」と決議した彼の友人や元総司令官に反対を唱えた。ピールキンは「O.K.」の存続を訴えるとともに、「ロシアにてあとはただ指示を待つばかりの組織とともに、蜂起を起こそうではないか？」と説いた。恐らく、ピールキンはV・N・タガーンツェフ大佐のペトログラード軍事組織と関係を持っていたと見られている。
ユデーニチ将軍はピールキン提督に折れて、アバザーの組織への臨時的資金援助に合意した。その組織の支援により、ロシア国内ではいくつかの蜂起が行われ、ボリシェヴィキは恐ろしいパニックに陥ったとされている。その後も、ピールキンはユデーニチを助けて白色活動の支援を続けた。
1920年末にはユデーニチ将軍はニースへ移動し、ピールキン提督へスウェーデンとフランスの銀行にある資金の権限を委任した。1921年3月には、ピールキンヴィーリケン海軍大佐らとともに叛乱下のクロンシュタットに滞在した。

### 亡命生活
1921年7月末にはパリを後にし、ニースへ移動した。彼の家族は、それより少し前に引っ越していた。
ニースでは、ユデーニチの近所に住んで農業に携わった。また、ユデーニチの家にて彼の指導するロシア史愛好者団体に参加した。
1931年には、妻のマリーヤ・コンスタチーノヴナと下の娘マリーヤが亡くなった。上の娘のヴェーラ・ヴラジーミロヴナは、年老いた父のために働きに出た。というのも、この頃までにユデーニチ将軍からの金銭支援がなくなり、当の将軍も窮乏していたからである。
ニースのロシア海軍士官集会室の議長を務めた。1933年にユデーニチが没すると、ピールキンはニースの亡命ロシア人の中で最も裕福であったYe・V・マスローフスキイ将軍を頼るようになった。

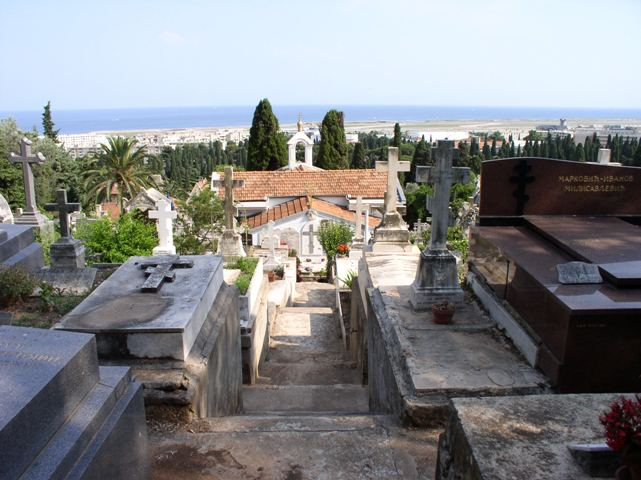
ロシア人墓地「コカード」（2005年）

1950年1月6日、ニースの自室にて最愛の部下であるルシュコーフ海軍中佐に手紙を書いている途中で意識を失っていたピールキンを、朝食に呼びに来た娘のヴェーラが見つけた。医者が呼ばれ、ピールキンは意識を取り戻した。目を開けたピールキンは、「おや、私はまだここにいるのか？私はもう向こうにいたのだ！向こうはなんとよかったことか……」と言ったという。数時間後、彼は再び意識を失い、近親者の見守る中、生涯を終えた。
棺の覆いには、交差させた軍刀と1904年7月28日の日本艦との戦闘で穴を開けられた軍帽が置かれた。ヴラジーミル・コンスタンチーノヴィチ・ピールキンは、ユデーニチら多くの亡命ロシア人の眠るニースのロシア人墓地「コカード」に埋葬された。弟アレクセイは1960年3月15日に没し、兄と同じ墓に葬られた。

## 表彰
- 聖スタニスラフ3等勲章（1898年）
- 聖アンナ3等勲章（1903年）
- 聖ヴラジーミル3等勲章（1916年1月11日）
- 「敵に対する行動における功績に対して」聖ゲオルギー4等勲章（1906年8月7日）
- 蝶リボンおよび剣付き聖ヴラジーミル4等勲章（1907年4月2日）
- レジオンドヌール士官十字勲章（1916年）